# Psammomys vexillaris
Il ratto delle sabbie minore (Psammomys vexillaris  Thomas, 1925) è un roditore della famiglia dei Muridi diffuso nell'Africa settentrionale.

## Descrizione

### Dimensioni
Roditore di piccole dimensioni, con la lunghezza della testa e del corpo tra 115 e 130 mm, la lunghezza della coda tra 80 e 120 mm, la lunghezza del piede tra 30 e 35 mm, la lunghezza delle orecchie tra 10 e 12 mm.

### Aspetto
Le parti dorsali sono dorate, i fianchi e le parti ventrali sono color crema o bianche. Le orecchie sono piccole e pelose, non sono presenti macchie bianche alla base posteriore.  Gli arti sono corti e rivestiti di peli bianchi nella parte interna. La pianta dei piedi è parzialmente rivestita di peli, gli artigli sono scuri. La coda è lunga circa quanto la testa ed il corpo, è ricoperta di peli e termina con un ciuffo. Il cariotipo è 2n=46 FN=78.

## Biologia

### Comportamento
È una specie terricola.

## Distribuzione e habitat
Questa specie è diffusa nell'Algeria nord-orientale, Tunisia centrale e Libia nord-occidentale.
Vive in terreni alluvionali lungo le strade o collinette. Occupa substrati più sabbiosi rispetto al ratto delle sabbie maggiore.

## Conservazione
La IUCN Red List, considerata l'incertezza sulla tassonomia, l'areale e i requisiti ambientali, classifica P.vexillaris come specie con dati insufficienti (DD).